# Institut littéraire suisse
L'Institut littéraire suisse est une haute école spécialisée suisse dévolue à l'écriture littéraire établie à Bienne, dans le canton de Berne.
L'Institut littéraire suisse fait partie intégrante de la Haute école des arts de Berne et délivre un bachelor au terme du cursus. Depuis sa fondation, l'institut accueille chaque année dans ses espaces l'événement littéraire des Rencontres de Bienne, destiné aux auteurs et traducteurs travaillant dans les langues nationales suisses.

## Caractéristiques
- Fait partie des Hautes écoles spécialisées suisses
- Bilingue français-allemand
- Dépendance administrative : Haute école des arts du Canton de Berne (HEAB), dont le rectorat est situé à Berne
- Lieu : Rockhall 4, Faubourg du Lac 99,  à Bienne
- Début : 23 octobre 2006
- Direction : Marie Caffari
- Nombre d'étudiants : 15 étudiants (13 germanophones et 2 francophones lors de la première volée de 2006)
- Durée : 3 ans d’études centrés sur la production littéraire
- Titre délivré : Un Bachelor en écriture littéraire qui prévoit une grande part de travail individuel (de 70 % à 80 %) et relativement peu d’heures de contact (heures de cours, d’ateliers, de mentorat).

## Enseignants (présents ou passés)
- Martin R. Dean
- Claire Genoux
- Blaise Hofmann
- Michel Layaz
- Noëlle Revaz
- Ruth Schweikert

## Anciens étudiants
- Arno Camenisch
- Elisa Shua Dusapin
- Thomas Flahaut
- Kim de l'Horizon